# السحلة (يافع)

تعديل مصدري - تعديل

السحلة هي إحدى قرى عزلة لبعوس بمديرية يافع التابعة لمحافظة لحج، بلغ تعداد سكانها 633 نسمة حسب تعداد اليمن لعام 2004.